# Spring Creek (Nouvelle-Zélande)

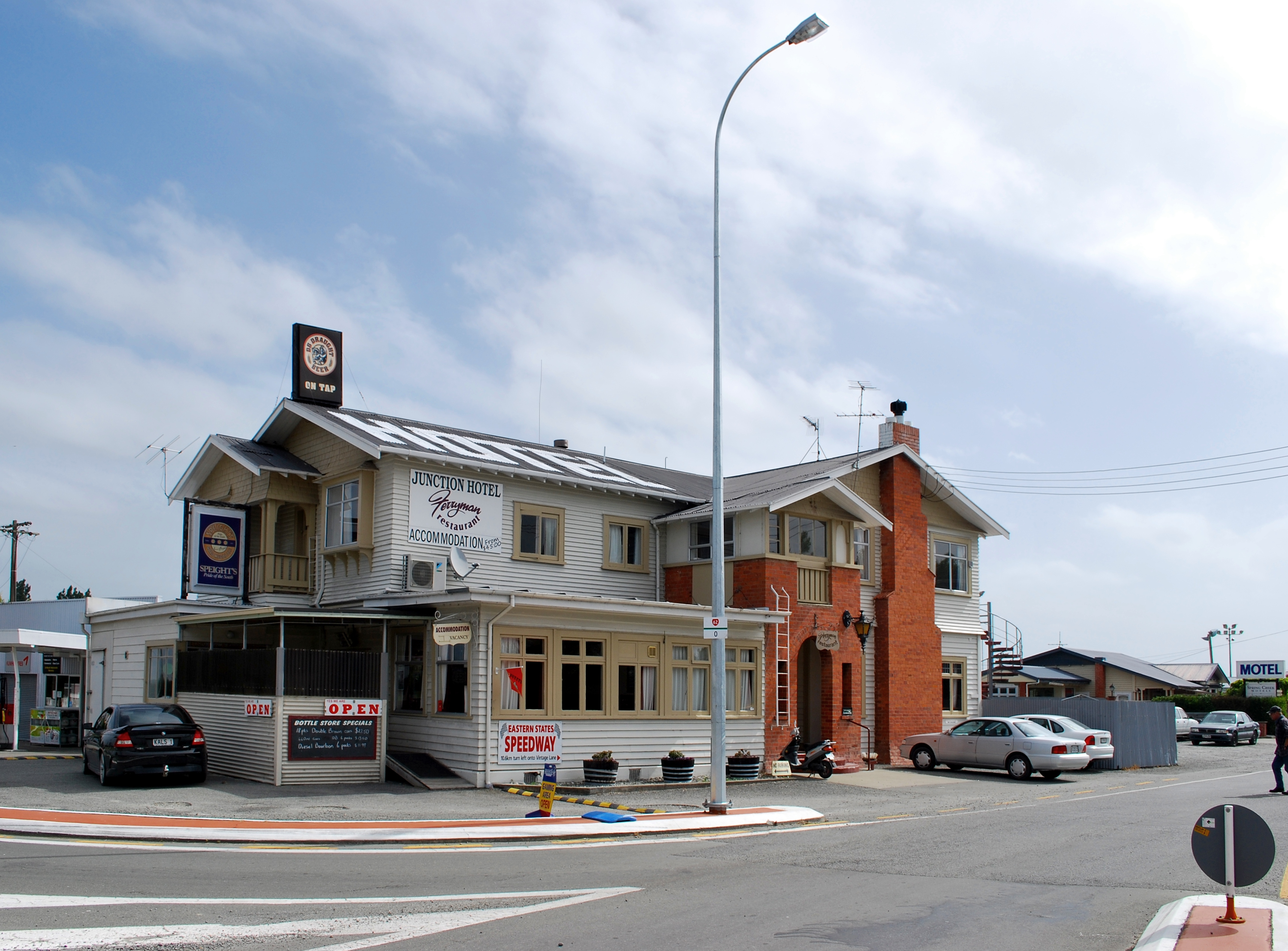
Hôtel de Spring Creek jonction

La ville de Spring Creek est une localité située dans la région de Marlborough, dans l’île du Sud de la Nouvelle-Zélande.

## Situation
La ville de Picton, est située à 22 km au nord et celle de Blenheim est à 6 km vers le sud , .

## Accès
La State Highway 1/S H  passe à travers la ville vers l’ouest, alors que le fleuve Wairau s’écoule vers l’est.
Spring Creek a une station de chemin de fer avec une Gare de triage, située sur le trajet de la ligne principale du nord de l’île du sud (en) .

## Population
Les populations de Spring Creek et celle de Riverlands rassemblées étaient de 1 617 habitants lors du recensement en 2006 en Nouvelle-Zélande, en augmentation de 156 résidents par rapport à celui de 2001.

## Histoire
Les premiers colons européens furent «George Dodson», « William Soper», et le «Dr Vickerman», qui arrivèrent en 1850.
Il y eut une inondation majeure en 1926, quand le fleuve Wairau rompit ses digues .

## Éducation
L’école de  «Spring Creek School» est une école mixte contribuant à l’enseignement primaire, allant de l’année 1 à 6 avec un taux de décile de 4 et un effectif de 56 élèves .
Une  école fut initialement fondée à Spring Creek en 1861 ou 1863.
L’école actuelle fut fondée en 1873  , .